# Les Mains noires
 (novembre 2018).
Pour plus de détails, voir Fiche technique et Distribution.
Les Mains noires est un film documentaire québécois réalisé par Ayana O'Shun (aka Tetchena Bellange), sorti en 2010. Ce documentaire a suscité une importante couverture médiatique au Canada en 2010 et 2011.

## Synopsis
Le documentaire Les Mains noires – Procès de l'esclave incendiaire est basé sur l'histoire vraie de Marie-Josèphe Angélique, qui fut accusée en 1734 d'avoir incendié Montréal. Après un procès retentissant, cette esclave rebelle est condamnée à la torture avant d'être pendue. Ce documentaire avance comme une enquête, en posant cette question : était-elle coupable ou était-elle la victime d'une conspiration ?

## Fiche technique
- Titre français : Les Mains noires
- Titre original : Les Mains noires - Procès de l'esclave incendiaire
- Réalisation : Ayana O'Shun
- Scénario : Bianca Bellange, Ayana O'Shun
- Costumes : Perrine Biette
- Montage : Babalou Hamelin
- Musique : Dmitri Marine
- Photographie : Bruno Philip, Philippe Lavalette
- Son : Daniel Masse
- Production : Bianca Bellange, Tetchena Bellange
- Sociétés de production : Bel Ange Moon Productions
- Pays d’origine :  Canada
- Langue originale : français
- Format : couleur
- Genre : Film documentaire
- Durée : 52 minutes
- Date de sortie : Canada : 25 août 2010

## Distribution
- Ayana O'Shun : Marie-Josèphe Angélique
- Franck Sylvestre : Mathieu Léveillé
- Sonia Gadbois : la veuve de Francheville
- Guillaume Cyr : soldat Jean-Joseph Haugard
- Daniel Desputeau : François Bérey des Essars
- Sounia Balha : Marie-Manon
- Nicolas Germain-Marchand : juge Pierre Raimbeault

## Festivals
- Festival des films du monde de Montréal (2010)
- Festival du cinéma international en Abitibi-Témiscamingue
- African Diaspora Film Festival (New York, Chicago)
- Semaine du film québécois au Burkina Faso
- Victoria Film Festival (en)
- Fespaco, Festival panafricain du cinéma et de la télévision de Ouagadougou
- Festival International Du Film Panafricain de Cannes
- ReelWorld Film Festival (Toronto)
- Women's International Film & Arts Festival (Miami)
- Festival International de Cinéma Vues d'Afrique (Montréal)
- Festival régional et international du cinéma de Guadeloupe
- Festival Afro Caraïbe Films (Paris)
- Un Film Per La Pace (Italie)